# آر ستوديو
آر ستوديو (بالإنجليزية: RStudio) هو بيئة تطوير متكاملة ومفتوحة المصدر للغة البرمجة الإحصائية آر "R".

## الخصائص
من ميزاتها السرعة والدقة في تشغيل البيانات وآلية إنشاء جدوال إحصائية بشكل برمجي.